# FDDI
FDDI (англ. Fiber Distributed Data Interface — волоконно-оптический распределенный интерфейс передачи данных) — стандарт передачи данных 1980-х годов для локальных сетей с расстояниями до 200 километров. Используются волоконно-оптические линии передачи, предоставляется скорость до 100 Мбит/с. Стандарт основан на протоколе Token Ring. Кроме большой территории, сеть FDDI способна поддерживать несколько тысяч пользователей.

## История
Стандарт был разработан в середине 80-х годов Национальным Американским Институтом Стандартов (ANSI). В этот период быстродействующие АРМ проектировщика уже начинали требовать максимального напряжения возможностей существующих локальных сетей (LAN) (в основном Ethernet и Token Ring). Необходимо было создать новую LAN, которая могла бы легко поддерживать эти АРМ и их новые прикладные распределенные системы. Все большее внимание начинает уделяться надежности, так как администраторы систем стали переносить критические по назначению прикладные задачи из больших компьютеров в сети. FDDI была создана для того, чтобы удовлетворить эти потребности. После завершения работы над FDDI, ANSI представила его на рассмотрение в ISO. ISO разработала международный вариант FDDI, который полностью совместим с вариантом стандарта, разработанным ANSI. Хотя реализации FDDI сегодня не столь распространены, как Ethernet или Token Ring, FDDI приобрела значительное число своих последователей, которое увеличивается по мере уменьшения стоимости интерфейса FDDI. FDDI часто используется как основа технологий, а также как средство для соединения быстродействующих компьютеров, находящихся в локальной области.

## Основы технологии
Стандарт FDDI определяет технологию локальных сетей LAN со скоростью 100 Мбит/с на основе топологии двойного кольца и с передачей маркера. В качестве среды передачи используется волоконно-оптический кабель. Стандарт определяет физический уровень и часть канального уровня, которая отвечает за доступ к носителю; поэтому его взаимоотношения с эталонной моделью OSI примерно аналогичны тем, которые характеризуют IEEE 802.3 и IEEE 802.5.
Хотя она работает на более высоких скоростях, FDDI во многом похожа на Token Ring. Oбe сети имеют одинаковые характеристики, включая топологию (кольцевая сеть), технику доступа к носителю (передача маркера), характеристики надежности (например, сигнализация-beaconing), и др.

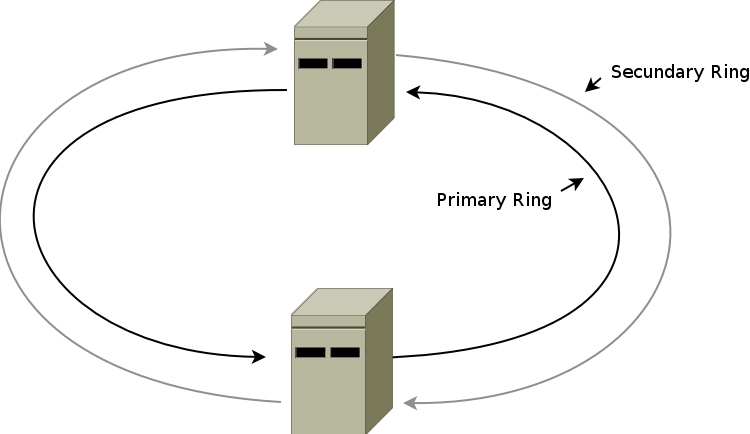
Двойное кольцо

Одной из наиболее важных характеристик FDDI является то, что она использует световод в качестве передающей среды. Световод обеспечивает ряд преимуществ по сравнению с традиционной медной проводкой, включая защиту данных (оптоволокно не излучает электрические сигналы, которые можно перехватывать), надежность (оптоволокно устойчиво к электрическим помехам) и скорость (потенциальная пропускная способность световода намного выше, чем у медного кабеля).
При обрывах оптоволокна возможно частичное (при двух обрывах) или полное (при одном обрыве) восстановление связности сети.

## Физические соединения
FDDI устанавливает применение двойных кольцевых сетей. Трафик по этим кольцам движется в противоположных направлениях. В физическом выражении кольцо состоит из двух или более двухточечных соединений между смежными станциями. Одно из двух колец FDDI называется первичным кольцом, другое-вторичным кольцом. Первичное кольцо используется для передачи данных, в то время как вторичное кольцо обычно является дублирующим.
«Станции Класса В» или «станции, подключаемые к одному кольцу» (SAS) подсоединены к одной кольцевой сети; «станции класса А» или «станции, подключаемые к двум кольцам» (DAS) подсоединены к обеим кольцевым сетям. SAS подключены к первичному кольцу через «концентратор», который обеспечивает связи для множества SAS. Концентратор отвечает за то, чтобы отказ или отключение питания в любой из SAS не прерывали кольцо. Это особенно необходимо, когда к кольцу подключен РС или аналогичные устройства, у которых питание часто включается и выключается.

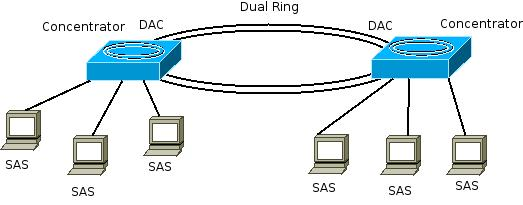
Конфигурация FDDI, включающая как DAS, так и SAS.

## Типы трафика
FDDI поддерживает распределение полосы пропускания сети в масштабе реального времени, что является идеальным для ряда различных типов прикладных задач. FDDI обеспечивает эту поддержку путём обозначения двух типов трафика: синхронного и асинхронного. Синхронный трафик может потреблять часть общей полосы пропускания сети FDDI, равную 100 Mb/сек; остальную часть может потреблять асинхронный трафик. Синхронная полоса пропускания выделяется тем станциям, которым необходима постоянная возможность передачи. Например, наличие такой возможности помогает при передаче голоса и видеоинформации. Другие станции используют остальную часть полосы пропускания асинхронно. Спецификация SMT для сети FDDI определяет схему распределенных заявок на выделение полосы пропускания FDDI.
Распределение асинхронной полосы пропускания производится с использованием восьмиуровневой схемы приоритетов. Каждой станции присваивается определенный уровень приоритета пользования асинхронной полосой пропускания. FDDI также разрешает длительные диалоги, когда станции могут временно использовать всю асинхронную полосу пропускания. Механизм приоритетов FDDI может фактически блокировать станции, которые не могут пользоваться синхронной полосой пропускания и имеют слишком низкий приоритет пользования асинхронной полосой пропускания.

## Формат блока данных
| PA     | SD    | FC    | DA     | SA     | PDU           | FCS     | ED/FS  |
| ------ | ----- | ----- | ------ | ------ | ------------- | ------- | ------ |
| 16 бит | 8 бит | 8 бит | 48 бит | 48 бит | до 4478х8 бит | 32 бита | 16 бит |

Форматы блока данных FDDI (Представлены в таблице) аналогичны форматам Token Ring.
Preamble (PA) — Заголовок подготавливает каждую станцию для приема прибывающего блока данных.
Start Delimitter (SD) — Ограничитель начала указывает на начало блока данных. Он содержит сигнальные структуры, которые отличают его от остальной части блока данных.
Frame control (FC) — Поле управления блоком данных указывает на размер адресных полей, на вид данных, содержащихся в блоке (синхронная или асинхронная информация), и на другую управляющую информацию.
Destination address (DA), Source address (SA) — Также, как у Ethernet и Token Ring, размер адресов равен 6 байтам. Поле адреса назначения может содержать односоставный (единственный), многосоставный (групповой) или широковещательный (все станции) адрес, в то время как адрес источника идентифицирует только одну станцию, отправившую блок данных.
Protocol data unit (PDU) — Информационное поле содержит либо информацию, предназначенную для протокола высшего уровня, либо управляющую информацию.
Frame check sequence (FCS) — Также, как у Token Ring и Ethernet, поле проверочной последовательности блока данных (FCS) заполняется величиной «проверки избыточности цикла» (CRC), зависящей от содержания блока данных, которую вычисляет станция- источник. Станция пункта назначения пересчитывает эту величину, чтобы определить наличие возможного повреждения блока данных при транзите. Если повреждение имеется, то блок данных отбрасывается.
End delimiter (ED) — Ограничитель конца содержит неинформационные символы, которые означают конец блока данных.
Frame status (FS) — Поле состояния блока данных позволяет станции источника определять, не появилась ли ошибка, и был ли блок данных признан и скопирован принимающей станцией.

## Подключение оборудования к сети FDDI
Есть два основных способа подключения компьютеров к сети FDDI: непосредственно, а также через мосты или маршрутизаторы к сетям других протоколов.

### Непосредственное подключение.
Этот способ используется, как правило, для подключения к сети FDDI файловых, архивационных и других серверов, средних и больших ЭВМ, то есть ключевых сетевых компонентов, являющихся главными вычислительными центрами, предоставляющими сервис для многих пользователей и требующих высоких скоростей ввода-вывода по сети.
Аналогично можно подключить и рабочие станции. Однако, поскольку сетевые адаптеры для FDDI весьма дороги, этот способ применяется только в тех случаях, когда высокая скорость обмена по сети является обязательным условием для нормальной работы приложения. Примеры таких приложений: системы мультимедиа, передача видео и звуковой информации.
Для подключения к сети FDDI персональных компьютеров применяются специализированные сетевые адаптеры, которые обычным образом вставляются в один из свободных слотов компьютера. Такие адаптеры производятся фирмами: 3Com, IBM, Microdyne, Network Peripherials, SysKonnect и др. На рынке имеются карты под все распространенные шины — ISA, EISA и Micro Channel; есть адаптеры для подключения станций классов А или В для всех видов кабельной системы — волоконно-оптической, экранированной и неэкранированной витых пар.
Все ведущие производители UNIX машин (DEC, Hewlett-Packard, IBM, Sun Microsystems и другие) предусматривают интерфейсы для непосредственного подключения к сетям FDDI.

### Подключение через мосты и маршрутизаторы.
Мосты (bridges) и маршрутизаторы (routers) позволяют подключить к FDDI сети других протоколов, например, Token Ring и Ethernet. Это делает возможным экономичное подключение к FDDI большого числа рабочих станций и другого сетевого оборудования как в новых, так и в уже существующих ЛВС.
Конструктивно мосты и маршрутизаторы изготавливаются в двух вариантах — в законченном виде, не допускающем дальнейшего аппаратного наращивания или переконфигурации (так называемые standalone-устройства), и в виде модульных концентраторов.
Примером standalone-устройств являются: Router BR фирмы Hewlett-Packard и EIFO Client/Server Switching Hub фирмы Network Peripherals.
Модульные концентраторы применяются в сложных больших сетях в качестве центральных сетевых устройств. Концентратор представляет собой корпус с источником питания и с коммуникационной платой. В слоты концентратора вставляются сетевые коммуникационные модули. Модульная конструкция концентраторов позволяет легко собрать любую конфигурацию ЛВС, объединить кабельные системы различных типов и протоколов. Оставшиеся свободными слоты можно использовать для дальнейшего наращивания ЛВС.
Концентраторы производятся многими фирмами: 3Com, Cabletron, Chipcom, Cisco, Gandalf, Lannet, Proteon, SMC, SynOptics, Wellfleet и другими.
Концентратор — это центральный узел ЛВС. Его отказ может привести к остановке всей сети, или, по крайней мере, значительной её части. Поэтому большинство фирм, производящих концентраторы, принимают специальные меры для повышения их отказоустойчивости. Такими мерами являются резервирование источников питания в режиме разделения нагрузки или горячего резервирования, а также возможность смены или доустановки модулей без отключения питания (hot swap).
Для того чтобы снизить стоимость концентратора, все его модули запитываются от общего источника питания. Силовые элементы источника питания являются наиболее вероятной причиной его отказа. Поэтому резервирование источника питания существенно продлевает срок безотказной работы. При инсталляции каждый из источников питания концентратора может быть подключен к отдельному источнику бесперебойного питания (UPS) на случай неисправностей в системе электроснабжения. Каждый из UPS желательно подключить к отдельным силовым электрическим сетям от разных подстанций.
Возможность смены или доустановки модулей (часто включая и источники питания) без отключения концентратора позволяет провести ремонт или расширение сети без прекращения сервиса для тех пользователей, сетевые сегменты которых подключены к другим модулям концентратора.

## Самосинхронизирующиеся коды
В случае, если приемник и передатчик расположены близко друг от друга, то для синхронизации можно использовать отдельный канал или линию. Если же станции разнесены на большие расстояния, то становится выгоднее встроить возможность частотной настройки в сам сигнал. Для этого применяются самосинхронизирующиеся коды. Идея состоит в том, чтобы передаваемый сигнал часто менял своё состояние (с 0 на 1 и наоборот) даже в случае, если передаются длинные последовательности данных, состоящие только из одних 0 или только из одних 1.
Манчестерское кодирование — один из способов построения самосинхронизирующегося кода. Этот код обеспечивает изменение состояния сигнала при представлении каждого бита. Манчестерское кодирование требует удвоенной скорости передачи сигнала в бодах относительно передаваемых данных.
Примененный в FDDI самосинхронизирующийся код 5В/4В является одной из возможных альтернатив для манчестерского кодирования. В таблице представлен способ кодирования четырех информационных бит пятью сигнальными битами кода 5В/4В. Коды преобразования подобраны таким образом, чтобы обеспечить возможно более частое изменение сигнала, независимо от вида передаваемых данных.